# Rebecka Forsberg (politiker)
Rebecka Grethe Forsberg, född 12 februari 1999 i Högsbo församling i Göteborg, är en svensk miljöpartistisk politiker.

## Politisk karriär
Forsberg var från 10 februari 2022 språkrör för Grön Ungdom, tillsammans med Leon Mc Manus från år 2023. Den 17 december 2024 meddelade båda språkrören att de skulle avgå och i februari valde man Hanna Lindqvist och Anton Bylin till språkrör.
Innan hon valdes till språkrör har hon haft ett flertal andra uppdrag i Grön Ungdom och Miljöpartiet. Rebecka Forsberg har bland annat varit språkrör för Grön Ungdom Väst, klimat-, miljö- och jämställdhetspolitisk talesperson för Grön Ungdom samt ersättare i Göteborgs kommuns grundskolenämnd.
År 2019 kandiderade hon till Europaparlamentet och 2022 utnämndes Forsberg även till ersättare i riksdagen för Göteborgs kommuns valkrets. I EU-valet 2024 blev hon den sjunde mest kryssade miljöpartisten.